# Ga Gongdeok
Ga Gongdeok (Tiếng Hàn: 공덕역, Hanja: 孔德驛) là ga tàu điện ngầm trung chuyển của Tàu điện ngầm vùng thủ đô Seoul tuyến 5, Tàu điện ngầm Seoul tuyến 6, Đường sắt sân bay Quốc tế Incheon và Tuyến Gyeongui–Jungang ở Gongdeok-dong và Dohwa-dong, Mapo-gu, Seoul.
Chợ Gongdeok nằm gần lối thoát số 4 của nhà ga nằm trong danh sách 10 thành phố có thức ăn đường phố lớn nhất châu Á cho haemul pajeon.

## Lịch sử
- 30 tháng 12 năm 1996: Bắt đầu hoạt động với việc khai trương đoạn Yeouido - Wangsimni của Tàu điện ngầm vùng thủ đô Seoul tuyến 5
- 15 tháng 12 năm 2000: Trở thành ga trung chuyển với việc khai trương đoạn Bonghwasan - Eungam của Tàu điện ngầm Seoul tuyến 6
- 30 tháng 11 năm 2011: Với việc khai trương Đường sắt sân bay Quốc tế Incheon, nó đã trở thành ga trung chuyển cho ba tuyến.
- 15 tháng 12 năm 2012: Với việc khai trương Tuyến Gyeongui giữa Gongdeok và Digital Media City, nó đã trở thành ga trung chuyển cho bốn tuyến.
- 27 tháng 12 năm 2014: Với việc khai trương đoạn Gongdeok - Yongsan của Tuyến Gyeongui, nó đã trở thành ga trung gian kết nối trực tiếp giữa Ga Munsan và Ga Yongmun trên Tuyến Gyeongui–Jungang.

## Bố trí ga

### Tàu điện ngầm vùng thủ đô Seoul tuyến số 5 (B3F)
| Mapo ↑     |
| E/B W/B \| |
| ↓ Aeogae   |

| Hướng Tây  | ● Tuyến 5 | ← Hướng đi Yeouido · Sân bay Quốc tế Gimpo · Banghwa |
| Hướng Đông | ● Tuyến 5 | → Hướng đi Wangsimni · Hanam Geomdansan · Macheon →  |

| Tuyến và hướng                                                                                  | Chuyển tuyến nhanh |
| ----------------------------------------------------------------------------------------------- | ------------------ |
| Tuyến 5 (Hướng Banghwa) → Tuyến 6, Đường sắt sân bay, Tuyến Gyeongui–Jungang                    | 1-1                |
| Tuyến 5 (Hướng Hannam Geomdansan, Macheon) → Tuyến 6, Đường sắt sân bay, Tuyến Gyeongui–Jungang | 8-4                |

### Tàu điện ngầm Seoul tuyến số 6 (B2F)
| Daeheung ↑           |
| \| W/B               |
| ↓ Công viên Hyochang |

| Hướng Tây  | ● Tuyến 6 | ← Hướng đi Hapjeong · Digital Media City · Eungam |
| Hướng Đông | ● Tuyến 6 | → Hướng đi Samgakji · Yaksu · Sindang · Sinnae →  |

| Tuyến và hướng                                                                          | Chuyển tuyến nhanh |
| --------------------------------------------------------------------------------------- | ------------------ |
| Tuyến 6 (Hướng Bonghwasan, Sinnae) → Tuyến 5, Đường sắt sân bay, Tuyến Gyeongui–Jungang | 8-4                |
| Tuyến 6 (Hướng vòng Eungam) → Tuyến 5, Đường sắt sân bay, Tuyến Gyeongui–Jungang        | 1-1                |

### Đường sắt sân bay Quốc tế Incheon (B5F)
| ↑ Seoul          |
| \| １– \|        |
| Đại học Hongik ↓ |

Trên thực tế, có một sân ga khác ở phía sân ga hướng đến Sân bay Incheon, nhưng nó bị chặn bởi một bức tường, vì vậy nó trông giống như một sân ga đối diện. Không có đường ray phía trước sân ga này, chỉ có nền đường nơi có thể đặt đường ray. Sân ga bị chặn bởi bức tường đã được lên kế hoạch sử dụng cho các chuyến tàu khởi hành từ Yongsan.
| –  | → Sân ga không sử dụng | → Sân ga không sử dụng |
| １ | ● Đường sắt sân bay    | → Hướng đi Đại học Hongik · Sân bay Quốc tế Gimpo · Nhà ga 1 sân bay Quốc tế Incheon · Nhà ga 2 sân bay Quốc tế Incheon → |
| ２ | ● Đường sắt sân bay    | ← Hướng đi Seoul |

| Tuyến và hướng                                                                                        | Chuyển tuyến nhanh |
| --- | ------------------ |
| Đường sắt sân bay (Hướng Ga Seoul) → Tuyến 5, Tuyến 6, Tuyến Gyeongui–Jungang                         | 6-1                |
| Đường sắt sân bay (Hướng Nhà ga 2 sân bay Quốc tế Incheon) → Tuyến 5, Tuyến 6, Tuyến Gyeongui–Jungang | 1-4                |

### Tuyến Gyeongui–Jungang (B2F)
| ↑ Đại học Sogang     |
| １ \| ２             |
| Công viên Hyochang ↓ |

| 1 | ● Tuyến Gyeongui–Jungang | ← Hướng đi Đại học Hongik · Daegok · Ilsan · Munsan |
| 2 | ● Tuyến Gyeongui–Jungang | → Hướng đi Yongsan · Ichon · Wangsimni · Jipyeong → |

| Tuyến và hướng                                                                         | Chuyển tuyến nhanh |
| -------------------------------------------------------------------------------------- | ------------------ |
| Tuyến Gyeongui–Jungang (Hướng Munsan, Dorasan) → Tuyến 5, Tuyến 6, Đường sắt sân bay   | 1-1                |
| Tuyến Gyeongui–Jungang (Hướng Yongmun, Jipyeong) → Tuyến 5, Tuyến 6, Đường sắt sân bay | 8-4                |

## Xung quanh nhà ga
| Lối ra \| 나가는 곳 \| Exit \| 出口 | Lối ra \| 나가는 곳 \| Exit \| 出口 |
| ----------------------------------- | --- |
| 1                                   | Đường rừng tuyến Gyeongui/ Bưu điện Mapo Đại học kỹ thuật số Seoul Sở lao động và lao động khu vực Seoul chi nhánh phía tây Seoul Trung tâm việc làm phía Tây Seoul Trường Tiểu học Yeomni Seoul Trụ sở khu vực phía Tây vùng thủ đô của Tập đoàn Môi trường Hàn Quốc |
| 2                                   | Trung tâm khởi nghiệp Seoul/Cơ sở Seoul 50 Plus Jungbu Trường trung học cơ sở Dongdo, Trường trung học thiết kế Seoul Trường trung học cơ sở và trung học nữ sinh Seoul Hướng đi Sinchonogeori                                                                        |
| 3                                   | Trung tâm Dịch vụ Cộng đồng Ahyeon-dong Đồn cảnh sát Seoul Mapo |
| 4                                   | Trường tiểu học Gongdeok Tòa án Quận Tây Seoul/Văn phòng Công tố Quận Tây Seoul Hiệp hội hỗ trợ tài chính địa phương Hàn Quốc Trụ sở Dự án Hưu trí Bưu điện Byeoljeong/Quỹ Phát triển Quản lý-Lao động                                                                |
| 5                                   | Manlidonggogae Chợ Gongdeok Tổ chức phúc lợi điện thoại tình yêu |
| 6                                   | Singongdeok-dong Báo Hankyoreh Công viên Hyochang Trung tâm phúc lợi xã hội Hàn Quốc Trung tâm văn hóa Mapo Trung tâm giao thông Trạm cảnh sát Mapo Nhà xuất bản Goldstar                                                                                             |
| 7                                   | Dohwa-dong Trung tâm Dịch vụ Cộng đồng Dohwa-dong Chi nhánh E-Mart Mapo |
| 8                                   | Trung tâm an ninh công cộng Dohwa Hiệp hội hỗ trợ lẫn nhau của cảnh sát Cơ quan giáo dục suốt đời Seoul |
| 9                                   | Trung tâm Dịch vụ Cộng đồng Dohwa-dong Trung tâm Cảnh sát Dohwa |
| 10                                  | Shinchanggogae-gil |

## Thay đổi hành khách
| Năm | Số lượng hành khách (người) | Số lượng hành khách (người) | Số lượng hành khách (người) | Số lượng hành khách (người) | Tổng cộng | Ghi chú |  |        |       |
| --- | --------------------------- | --------------------------- | --------------------------- | --------------------------- | --------- | ------- |  | ------ | ----- |
| Năm | 2000                        | 28,906                      | 7,768                       |                             | Tổng cộng | Ghi chú |  | 36,674 | [ 2 ] |
| 2001 | 25,130                      | 15,334                      | 40,464                      |                             |           |         |  |        |       |
| 2002 | 23,921                      | 19,649                      | 43,570                      |                             |           |         |  |        |       |
| 2003 | 24,068                      | 21,311                      | 45,379                      |                             |           |         |  |        |       |
| 2004 | 23,829                      | 22,615                      | 46,444                      |                             |           |         |  |        |       |
| 2005 | 24,029                      | 23,145                      | 47,174                      |                             |           |         |  |        |       |
| 2006 | 24,409                      | 24,730                      | 49,139                      |                             |           |         |  |        |       |
| 2007 | 24,362                      | 25,675                      | 50,037                      |                             |           |         |  |        |       |
| 2008 | 24,241                      | 25,924                      | 50,165                      |                             |           |         |  |        |       |
| 2009 | 25,129                      | 27,450                      | 52,579                      |                             |           |         |  |        |       |
| 2010 | 26,001                      | 27,853                      | 53,854                      |                             |           |         |  |        |       |
| 2011 | 27,446                      | 27,918                      | 3,418                       | 58,782                      | [ 3 ]     |         |  |        |       |
| 2012 | 28,072                      | 32,778                      | 4,106                       | 5,332                       | 70,288    | [ 4 ]   |  |        |       |
| 2013 | 28,831                      | 33,754                      | 3,944                       | 7,018                       | 73,547    |         |  |        |       |
| 2014 | 28,840                      | 34,517                      | 4,759                       | 8,010                       | 76,126    |         |  |        |       |
| 2015 | 26,941                      | 35,132                      | 6,613                       | 8,374                       | 77,060    | [ 5 ]   |  |        |       |
| 2016 | 24,611                      | 34,730                      | 6,672                       | 3,325                       | 69,338    |         |  |        |       |
| 2017 | 27,000                      | 35,014                      | 7,138                       | 3,942                       | 73,094    |         |  |        |       |
| 2018 | 27,682                      | 35,862                      | 7,864                       | 4,696                       | 76,104    |         |  |        |       |
| 2019 | 29,036                      | 36,527                      | 8,469                       | 5,560                       | 79,592    |         |  |        |       |
| 2020 | 22,462                      | 28,319                      | 6,516                       | 3,989                       | 61,286    |         |  |        |       |
| 2021 | 22,749                      | 28,439                      | 6,869                       | 4,163                       | 62,220    |         |  |        |       |
| 2022 | 24,603                      | 31,242                      | 7,702                       | 5,045                       | 68,592    |         |  |        |       |
| 2023 | 26,965                      | 34,370                      | 8,420                       | 6,034                       | 75,789    |         |  |        |       |
| Nguồn |                             |                             |                             |                             |           |         |  |        |       |
| : Phòng dữ liệu Tổng công ty Vận tải Seoul Phòng dữ liệu thống kê vận tải đường sắt đô thị của Tập đoàn Đường sắt Hàn Quốc : Trung tâm dữ liệu mở Seoul |                             |                             |                             |                             |           |         |  |        |       |

## Hình ảnh

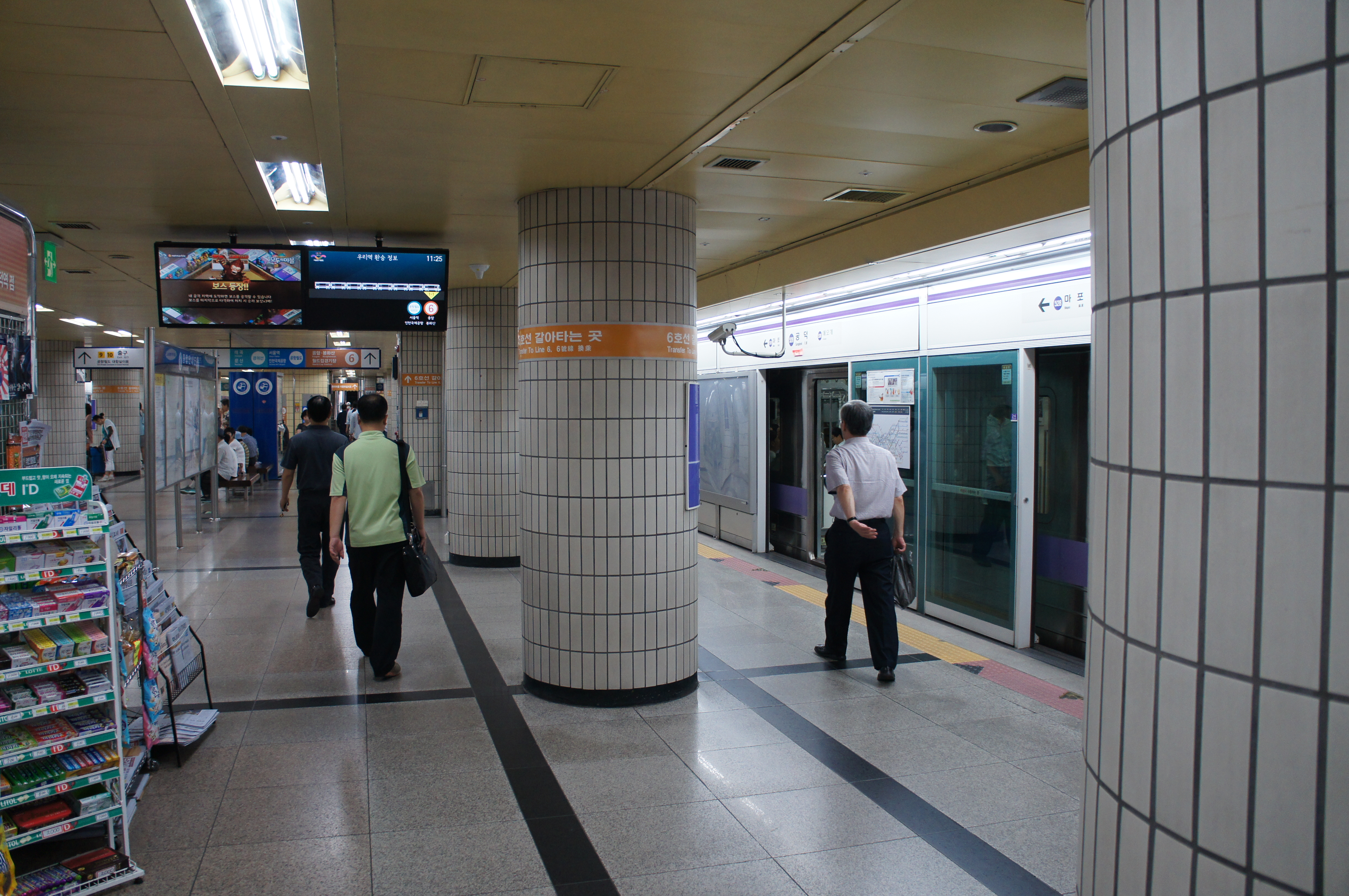
Sân ga Tuyến 5
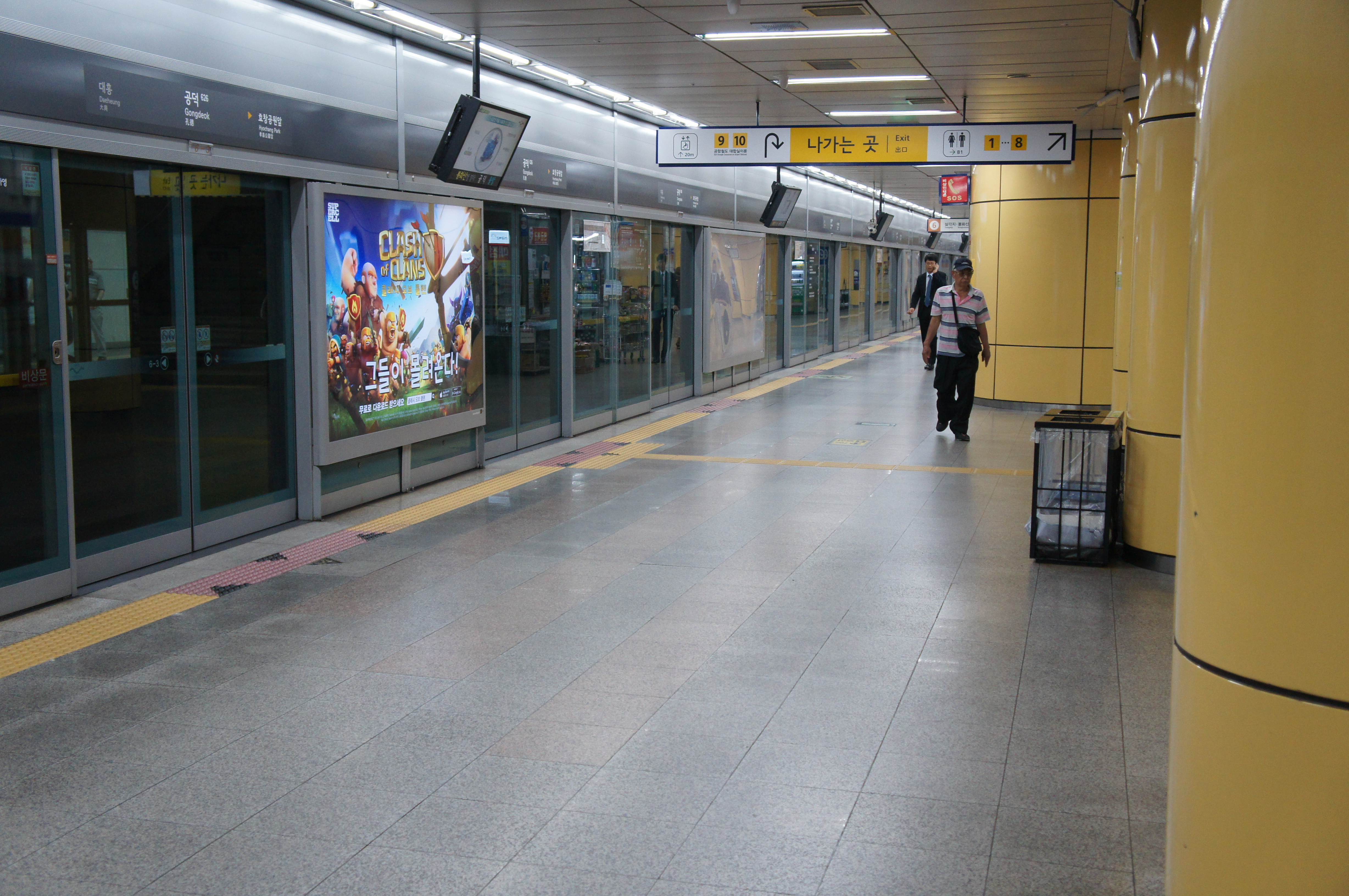
Sân ga Tuyến 6
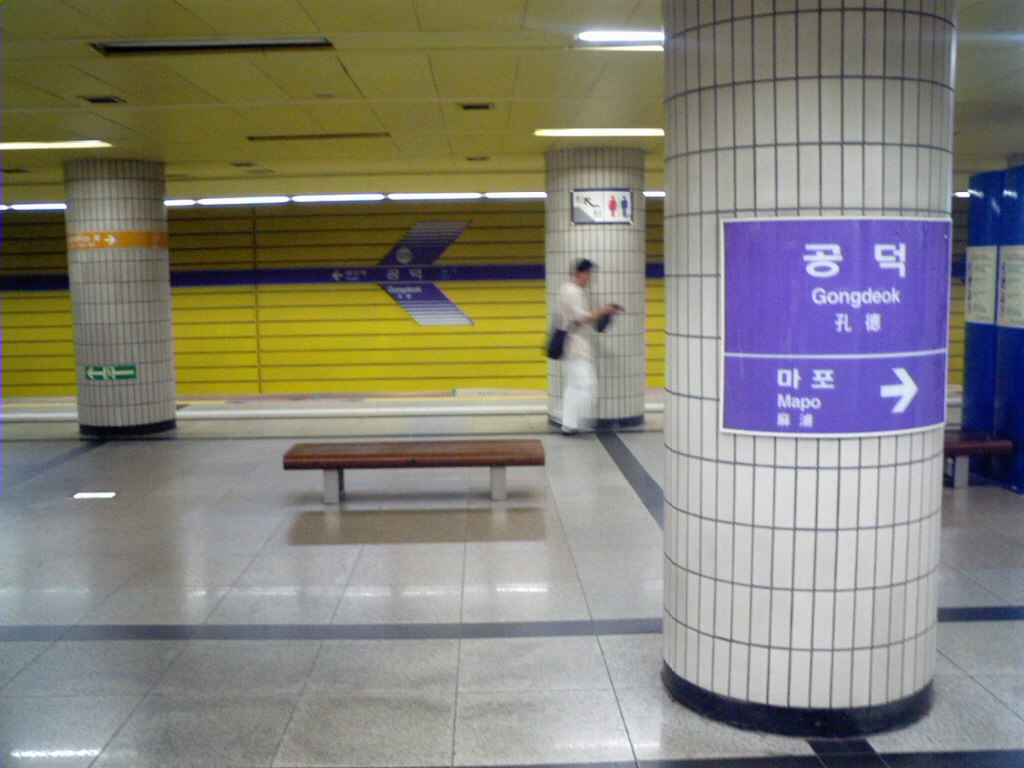
Sân ga Tuyến 5 (Trước khi lắp đặt cửa chắn)
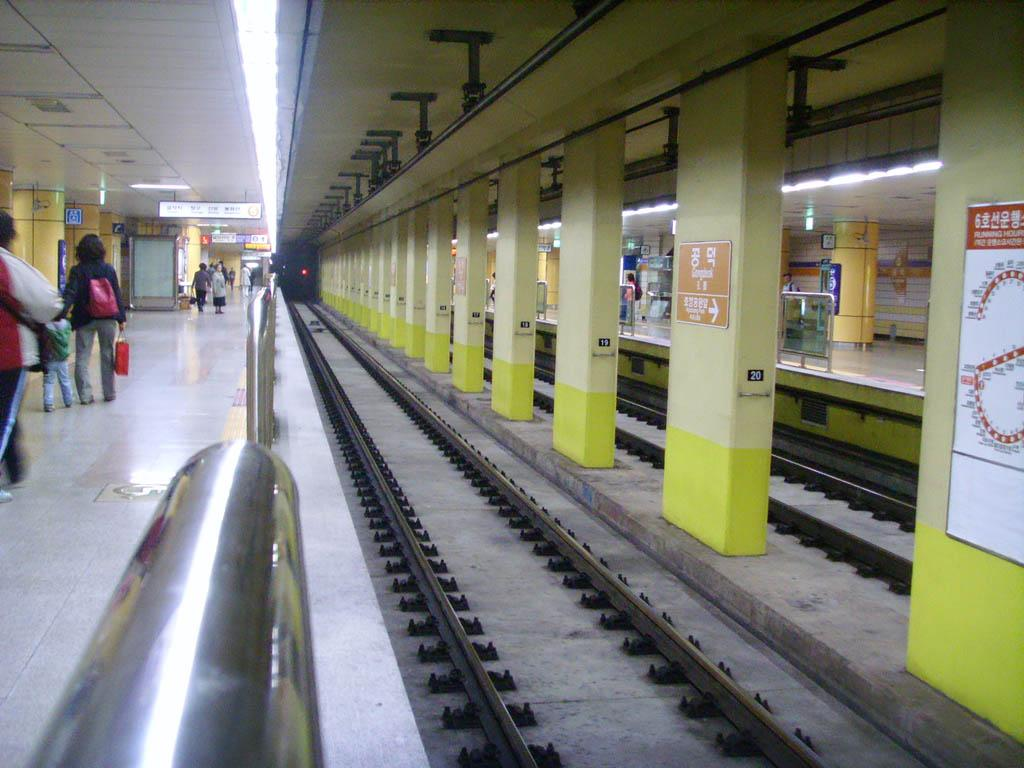
Sân ga Tuyến 6 (Trước khi lắp đặt cửa chắn)
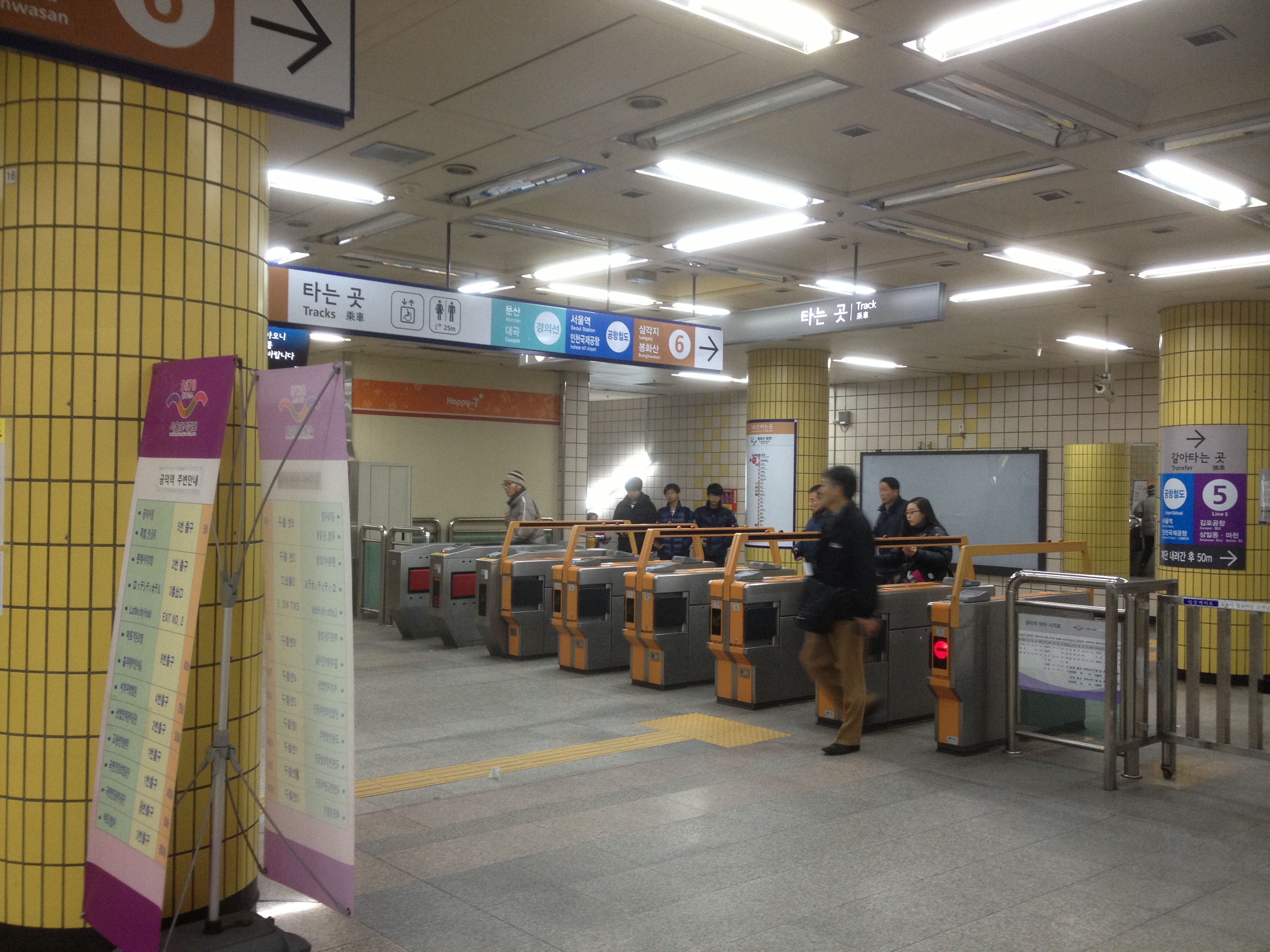
Cổng soát vé của Tổng công ty Vận tải Seoul
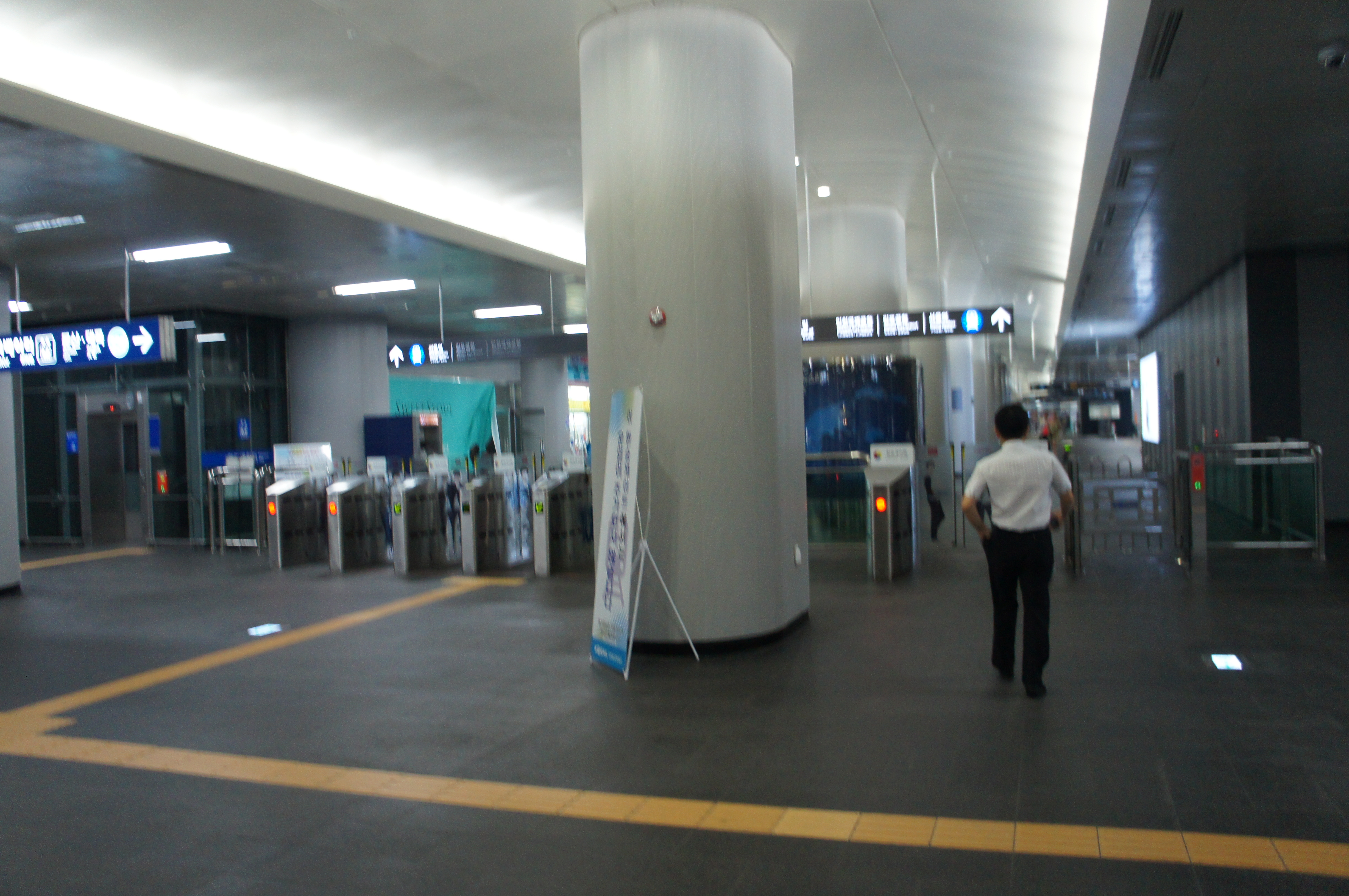
Cửa soát vẻ chuyển tuyến
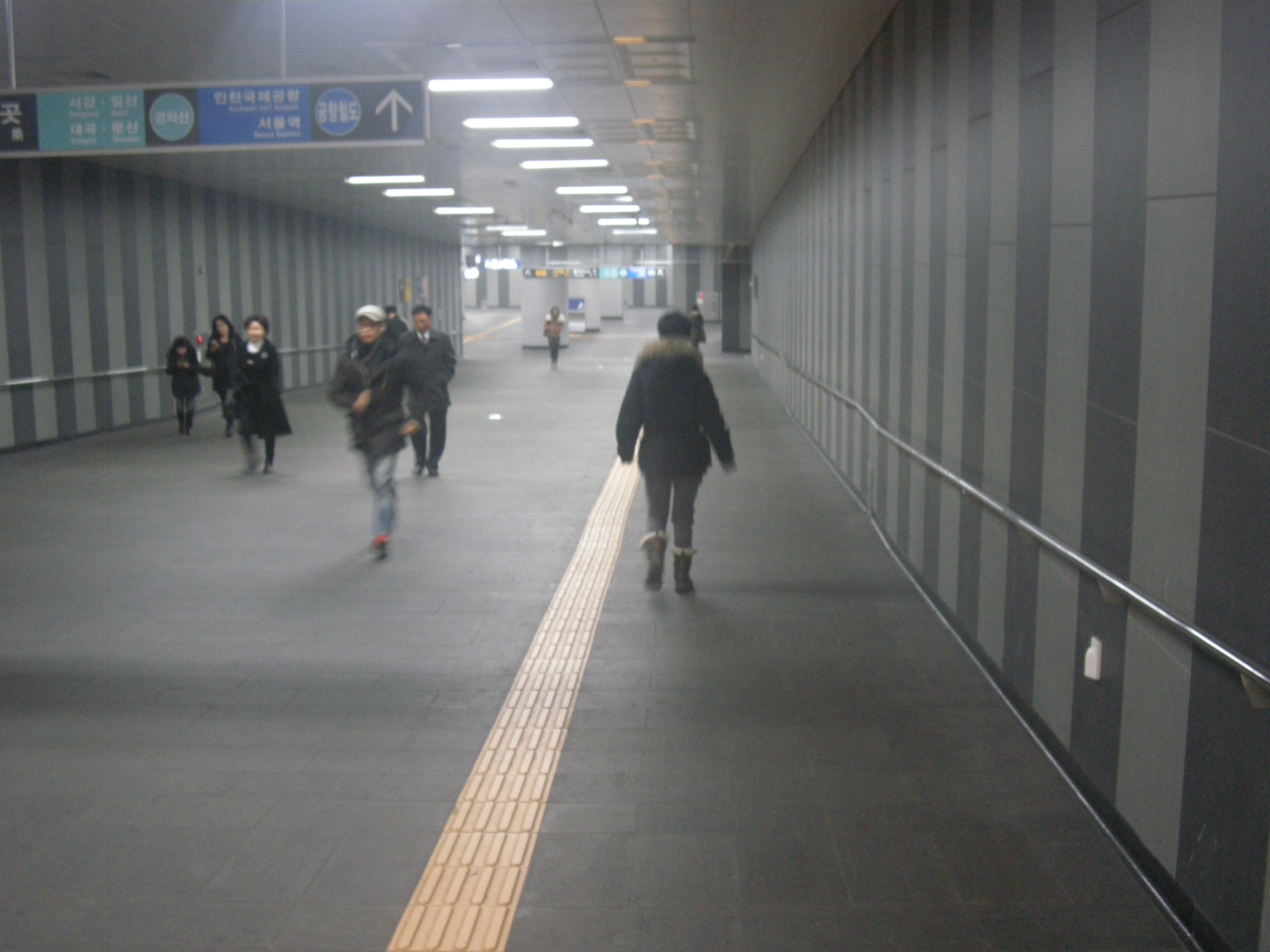
Lối đi chuyển tuyến Tuyến 5·6, Đường sắt sân bay, Tuyến Gyeongui–Jungang
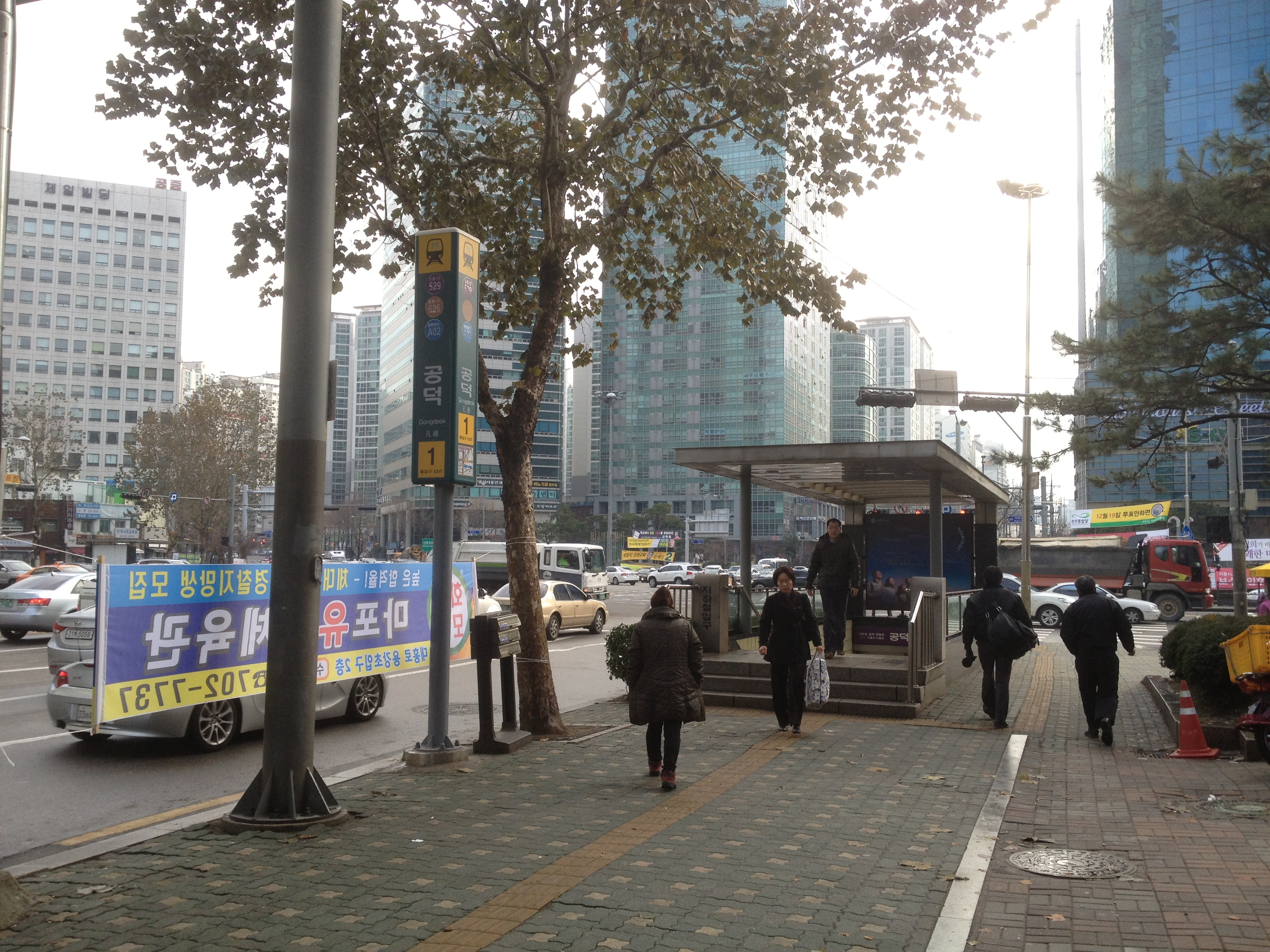
Lối ra 1